# John Cobra
John Cobra o simplemente, el Cobra, es el apodo de  Mario  Vaquero Garcés (Sagunto, Valencia, España, 11 de febrero de 1978). Se convirtió en un fenómeno de Internet, cuya fama estalló en ráfagas imparables con el escándalo que protagonizó en la gala de finalistas para Eurovisión 2010, y por aparecer como invitado en el programa El Diario de Antena 3.

## Biografía
Mario Vaquero nació en Sagunto, pero está afincado en Puzol, Valencia. Según él, ha desempeñado los oficios de tornero, agricultor, recolector de fruta, cocinero y camarero. Se dio a conocer con una serie de vídeos que colgó en YouTube en los que retaba a Batu «The Dog» y otros en los que mostraba sus «tácticas de pelea callejera» que se popularizaron en Internet.
Más tarde decidió dedicarse a la música. En 2006 entró a formar parte del grupo levantino Los Intocables de John Cobra, con el que publicó una maqueta de siete canciones.[cita requerida] También en este año participó, según el diario Público, en una manifestación neonazi. Vaquero se defendió diciendo que nunca ha sido racista.

### Aspirante a participar en el Festival de Eurovisión 2009: «Ado 3»
Presentó su candidatura al programa para escoger la canción que representaría a España en el Festival de la Canción de Eurovisión 2009, pero fue descalificado durante la preselección porque su canción había sido anteriormente publicada en YouTube.

### Aspirante a participar en el Festival de Eurovisión 2010: «Carol»
Volvió a presentarse para representar a España con una nueva canción titulada «Carol», alusiva a su pareja sentimental. Consiguió quedar segundo en la preselección, con 269.919 votos, y actuó en la gala final de TVE. Tras su actuación, emitida en directo, provocó un escándalo al encararse con el público que le abucheaba, al que atacó verbalmente y gesticulando de forma obscena. En la gala se eligió finalmente a Daniel Diges como representante por España.
Según algunos medios de comunicación, una gran cantidad de votos provinieron de una campaña de incondicionales organizada desde Internet, centrada en el sitio web ForoCoches. En este foro, con 360.000 usuarios registrados en 2010, unos 2000 o 3000 usuarios, de acuerdo con su fundador Alejandro Marín (Electrik/Ilitri/Hitlario), decidieron votar por la candidatura Vaquero tras la expulsión de Chimo Bayo, su primera opción. Marín juzgó en los días siguientes que «se trata probablemente de la mayor trolleada hecha desde Internet en España hasta la fecha».
Según el profesor de Psicología José Errasti Pérez, el interés por este tipo de concursante, responsable también de la participación de Rodolfo Chikilicuatre en el Festival de la Canción de Eurovisión 2008, se debió a que había «más gente interesada en los frikis que en Eurovisión», y sería el festival el que se subordinó al candidato, en lugar del candidato al festival. El profesor de Comunicación Héctor Fouce juzgó que el éxito de Vaquero se debió a que el público «juega» con los medios, y a que no se pide «un voto de calidad, sino de popularidad».
Alberto Oliart, presidente de Radiotelevisión Española, se disculpó en el Senado por lo ocurrido y dijo que su actitud era «digna de toda censura».

### Incidente y acusación de un delito de violencia contra la mujer
John Cobra y su pareja Carolina C. fueron detenidos por la policía tras una disputa en su domicilio el 24 de enero de 2010. Supuestamente, Mario Vaquero Garcés (John Cobra) agredió a Carolina y tiró sus pertenencias por la ventana, para terminar echándola de su domicilio. Ella supuestamente respondió clavándole un cuchillo en la pierna.
A raíz del incidente, Mario Vaquero Garcés fue acusado de un delito de violencia contra la mujer, y su pareja de un delito de lesiones. Ambos fueron puestos en libertad con cargos al día siguiente.
Actualmente está en libertad tras haber cumplido condena en el CP Castellón I.

### Amenazas de muerte a Pablo Iglesias
En octubre de 2014, John Cobra subió un vídeo a YouTube en el que insultaba al portavoz de Podemos, Pablo Iglesias, amenazándolo de muerte.